# アフリカ動物パズル (アルバム)
『アフリカ動物パズル』（アフリカどうぶつパズル）は、大貫妙子のサウンドトラック。1985年にDear Heart/MIDIから通信販売限定でLPレコードが発売され、1986年6月30日にはカセットとCDが一般発売された。

## 概要
本作は、羽仁未央が監督を務め1985年に発表された同タイトルの映像作品『アフリカ動物パズル』のために制作されたアルバムである。大貫による歌唱は4曲のみで、それ以外の曲はインストゥルメンタルという構成になっている。ジャケットのイラストは、羽仁の父である羽仁進が描いたもの。
楽曲制作を担当した大貫は、1984年に取材で羽仁と共にアフリカ・ケニアを旅行しており、都会や狭い経済圏の中だけに通用する音楽ではなく、アフリカの自然の中で聴いたときにも違和感の無いような音を作ろうと心掛け曲を作っていったという。また、その時に体験したことを題材に綴ったエッセイ『神さまの目覚し時計』が1986年11月10日に発売されている。収録曲中4曲の編曲を担当した千住明の正式なデビュー作でもあり、参加ミュージシャンのクレジットはないが、妹の千住真理子もM-1「メイン・テーマ」の演奏に参加している。
2014年10月にはリマスター盤SHM-CDが紙ジャケット仕様で発売された。

## 収録曲

### LP

#### Side A
1. メイン・テーマ　(2:22)
作曲: 大貫妙子 / 編曲: 千住明
  - インストゥルメンタル。
2. お天気いい日　(3:20)
作詞: 羽仁未央 / 作曲: 大貫妙子 / 編曲: 鈴木さえ子
3. 動物パズル　(4:16)
作曲・編曲: 野見祐二 / 演奏: おしゃれテレビ
  - インストゥルメンタル。
4. 虹をつかむ男　(2:53)
作詞: 羽仁未央 / 作曲: 大貫妙子 / 編曲: 大村憲司
5. 水辺　(4:20)
作曲: 大貫妙子 / 編曲: 中村哲
  - インストゥルメンタル。
6. 午睡　(2:11)
作曲: 大貫妙子 / 編曲: 千住明
  - インストゥルメンタル。

#### Side B
1. 草原　(2:33)
作曲: 大貫妙子 / 編曲: 千住明
  - インストゥルメンタル。
2. Another Kind　(4:12)
作曲: 沢村満 / 編曲: Mich Live
  - インストゥルメンタル。
3. 裸足のロンサム・カウボーイ　(3:31)
作詞: 羽仁未央 / 作曲: 大貫妙子 / 編曲: 大村憲司
4. カメレオン　(2:27)
作曲: 大貫妙子 / 編曲: 上野耕路
  - インストゥルメンタル。
5. ソーン・トゥリーのうた　(2:55)
作詞: 羽仁未央 / 作曲: 大貫妙子 / 編曲: 乾裕樹
6. エンディング・テーマ　(2:23)
作曲: 大貫妙子 / 編曲: 千住明
  - インストゥルメンタル。
7. 鳥たちの朝〜ライオンのプロポーズ　(4:22)
  - イーグルウォールの鳴く声(ケニアにて収録)

### CD
1. メイン・テーマ
2. お天気いい日
3. 動物パズル
4. 虹をつかむ男
5. 水辺
6. 午睡
7. 草原
8. Another Kind
9. 裸足のロンサム・カウボーイ
10. カメレオン
11. ソーン・トゥリーのうた
12. エンディング・テーマ
13. 鳥たちの朝〜ライオンのプロポーズ

## 参加ミュージシャン
| お天気いい日 - Fairlight CMI: 鈴木さえ子 - Whistle: 赤川新一 - Fairlight CMI Programming: 藤井丈司 - Background Vocals: 大貫妙子 動物パズル - Performed by おしゃれテレビ - All Instruments: 野見祐二 虹をつかむ男 - All Instruments: 大村憲司 水辺 - All Instruments: 中村哲 | Another Kind - Performed by Mich Live - Alto Sax, Percussion, Synthesizer: 沢村満 - Acoustic Piano: 斉藤玲 - Acoustic & Electric Guitars, Percussion: 塚田嗣人 - Bass: グレッグ・リー - Drums: 仙波清彦 - Additional Drums: 飯尾芳文 裸足のロンサム・カウボーイ - All Instruments: 大村憲司 カメレオン - All Instruments: 上野耕路 ソーン・トゥリーのうた - All Instruments: 乾裕樹 |

## 発売履歴
| 発売日        | レーベル        | 規格       | 規格品番  | 備考                           |
| ------------- | --------------- | ---------- | --------- | ------------------------------ |
| 1985年        | MIDI/Dear Heart | LPレコード | MDR-1002  |                                |
| 1986年6月30日 | MIDI/Dear Heart | カセット   | MT-2508   |                                |
| 1986年6月30日 | MIDI/Dear Heart | CD         | MID-2008  |                                |
| 1991年8月21日 | MIDI/Dear Heart | CD         | MDC7-1077 | 再発盤                         |
| 2014年8月21日 | MIDI/Dear Heart | SHM-CD     | MDCL-5030 | リマスター盤・紙ジャケット仕様 |
| 2018年9月26日 |                 | 音楽配信   |           |                                |

## 参考資料
- オリコン『ALBUM CHART-BOOK COMPLETE EDITION 1970-2005』オリコン・マーケティング・プロモーション、2006年4月。ISBN 978-4-87131-077-2。
- 大貫妙子『大貫妙子デビュー40周年アニバーサリーブック』河出書房新社、2014年6月20日。ISBN 978-4309274737。
- #697 大貫妙子／アフリカ動物パズル – ナツメロ喫茶店